# Zamarada leona
Zamarada leona är en fjärilsart som beskrevs av M.Gaede 1915. Zamarada leona ingår i släktet Zamarada och familjen mätare. Inga underarter finns listade i Catalogue of Life.